# Ruine Neuburg (Neuhausen am Rheinfall)
Die Ruine Neuburg sind die Überreste einer im 10. oder 11. Jahrhundert erbauten Höhenburg im Kanton Schaffhausen. Sie steht in Neuhausen am Rheinfall rund 300 Meter südwestlich des Schlösschens Wörth auf dem Ottersbühl. Die Ruine wird auch als «Räuberschloss» bezeichnet.
Heute sichtbar sind noch die dicken Grundmauern der trapezförmigen Kernburg sowie zwei Gräben mit Zwischenwall. Neben dem Schlösschen Wörth und dem Schloss Laufen ist die Neuburg die dritte und am wenigsten bekannte Burg am Rheinfall.
Bei 1935 durchgeführten Freilegungs- und Konservierungsarbeiten wurden zahlreiche Brandspuren entdeckt. Ob dieser Brand das Ende der urkundlich nicht erwähnten Burg besiegelte, ist unklar.